# Напад на острів Диявола 2
Напад на острів Диявола 2: Гора смерті (англ. Shadow Warriors II: Hunt for the Death Merchant) — канадський бойовик, продовження фільму «Напад на острів Диявола».

## Сюжет
Макбрайда переслідує кошмар хімічної атаки, якої зазнала його команда під час війни в Перській затоці. Він твердо має намір знайти живим або мертвим винуватця цього нападу — терориста Саркісяна. Але перш команда Макбрайда повинна врятувати дівчинку, викрадену її ж багатим батьком. Виконавши це важке завдання, Макбрайд вирушає на пошуки Саркісяна, який вважається загиблим. Але, потрапивши в засідку і опинившись в полоні у терористів, Макбрайд дізнається, що Саркісян живий і готує новий напад. Терористи ввели Макбрайду отруту, яка повинна подіяти через 72 години. Тепер йому необхідно не тільки вирватися на свободу і зірвати плани Саркісяна, а й встигнути знайти протиотруту.

## У ролях
- Халк Хоган — Майк МакБрайд
- Шеннон Твід — Мисливець Вілі
- Карл Везерс — Рой Браун
- Мартін Коув — Енді Пауерс
- Майк Вайт — Дерек
- Джерард Планкет — доктор Саркісян
- Ліза Шраг — Лаура Беррінджер
- Дейл Вілсон — Арманд Беррінджер
- Дженні-Лінн Хатчесон — Лілі Беррінджер
- Елі Габей — Джамал
- Марк Гіббон — Франц
- Мартін Сцлаві — Гельмут
- Анайа Фаррелл — доктор Магадор
- Рон Різ — Влассі
- Еммануель Вогье — французька жінка
- Кен Кірзінгер — Джон
- Адріан Формоса — технік 1